# 정교분리법
1905년 프랑스 교회와 국가 분리법(프랑스어: Loi du 9 décembre 1905 concernant la séparation des Églises et de l'État)은 1905년 7월 3일 프랑스 하원에서 통과되었다. 프랑스 제3공화국 시대에 제정된 이 법은 프랑스에 국가 세속주의를 확립했다. 당시 프랑스는 에밀 콩브가 이끄는 좌파 연대에 의해 통치되고 있었다. 이 법은 국가의 중립성, 종교의 자유의 행사 자유, 교회와 관련된 공공 권력이라는 세 가지 원칙에 기반을 두었다. 이 법은 프랑스 라이시테 (세속주의) 원칙의 근간으로 여겨진다. 그러나 이 법이 제정될 당시 독일에 속해 있던 알자스와 모젤주에는 적용되지 않는다.

## 역사
1789년 프랑스 혁명 이전에는 — 서기 508년 클로도베쿠스 1세가 기독교로 개종한 이래 — 가톨릭이 프랑스의 국교였고, 앙시앵 레짐과 밀접하게 연관되어 있었다. 그러나 혁명은 1795년 잠시 정교분리를 포함한 다양한 정책 변화를 가져왔지만, 나폴레옹 보나파르트가 1801년 협약으로 가톨릭을 국교로 재확립하면서 끝났다. 종교의 자유를 향한 진화에 있어 중요한 문서 중 하나는 1789년 인간과 시민의 권리선언 제10조로, "누구도 자신의 의견, 심지어 종교적 의견으로 인해 방해받아서는 안 된다. 단, 그러한 의견의 표명이 확립된 법과 질서를 방해하지 않는 한"이라고 명시하고 있다. 1871년 파리 코뮌은 1871년 4월 3일 국가 세속주의를 선포했지만, 코뮌의 패배 이후 취소되었다.
1877년 5월 16일 헌정위기와 이어진 선거에서 공화주의자들의 승리 이후, 1801년 협약을 폐지할 것을 요구하는 다양한 법안들이 1879년 7월 31일 샤를 부아세의 제안을 시작으로 제출되었다. 1879년부터 프랑스 정부는 병원 및 자선 단체 행정 위원회에서 사제를 제외하고 1880년에는 병원에서 수녀 대신 평신도 여성을 배치하는 것으로 시작하여 점진적인 국가 세속화 프로그램을 시작했다. 그 후, 프랑스 제3공화국은 1881-1882년 쥘 페리법으로 세속 교육을 확립했으며, 이는 프랑스에서 공화정 체제를 확고히 하는 중요한 부분이었고, 모든 학교에서 종교 교육이 금지되었다.
1886년에는 또 다른 법률이 국립 교육 교직원의 세속화를 보장했다.
세속주의를 향한 다른 움직임은 다음과 같다:
- 이혼 도입 및 민사 결혼이 민사 의식으로 치러져야 한다는 요건[12]
- 일요일 노동 합법화[13][14]
- 신학생 징집 대상화[14][15]
- 학교 및 병원 세속화[8][12]
- 각 의회 회기와 재판 시작 시 공공 기도를 명하는 법 폐지[14][16]
- 군인들에게 가톨릭 클럽 출입 금지 명령[17]
- 사법 선서에서 종교적 성격 제거 및 법정에서 종교적 상징물 제거[18]
- 종교 행렬에 군대 참여 금지[14]

결사의 자유를 보장하는 1901년 결사법은 종교 공동체에 대한 통제를 가능하게 했고, 특히 교육에 대한 그들의 영향력을 제한했다. 1903년, 전 가톨릭 신학생이었던 에밀 콩브가 장관으로 재직할 때, 국가와 교회 간의 포괄적인 분리를 확립할 법안을 초안하기 위한 위원회가 선정되었다. 위원회 의장은 전 개신교 목사였던 페르디낭 뷔송이었고, 회의록 작성자는 아리스티드 브리앙이었다.
1904년 7월 30일, 하원은 공화주의를 선언하고 공화국과의 화해를 지지했던 두 프랑스 주교(알베르 레옹 마리 르 노르데와 피에르 조제프 게이)에 대한 성좌의 제재에 따라 성좌와의 외교 관계 단절을 결의했다. 관계는 아리스티드 브리앙이 제안한 안을 프랑스 상원이 수락한 1921년에야 재수립되었다.

## 조항

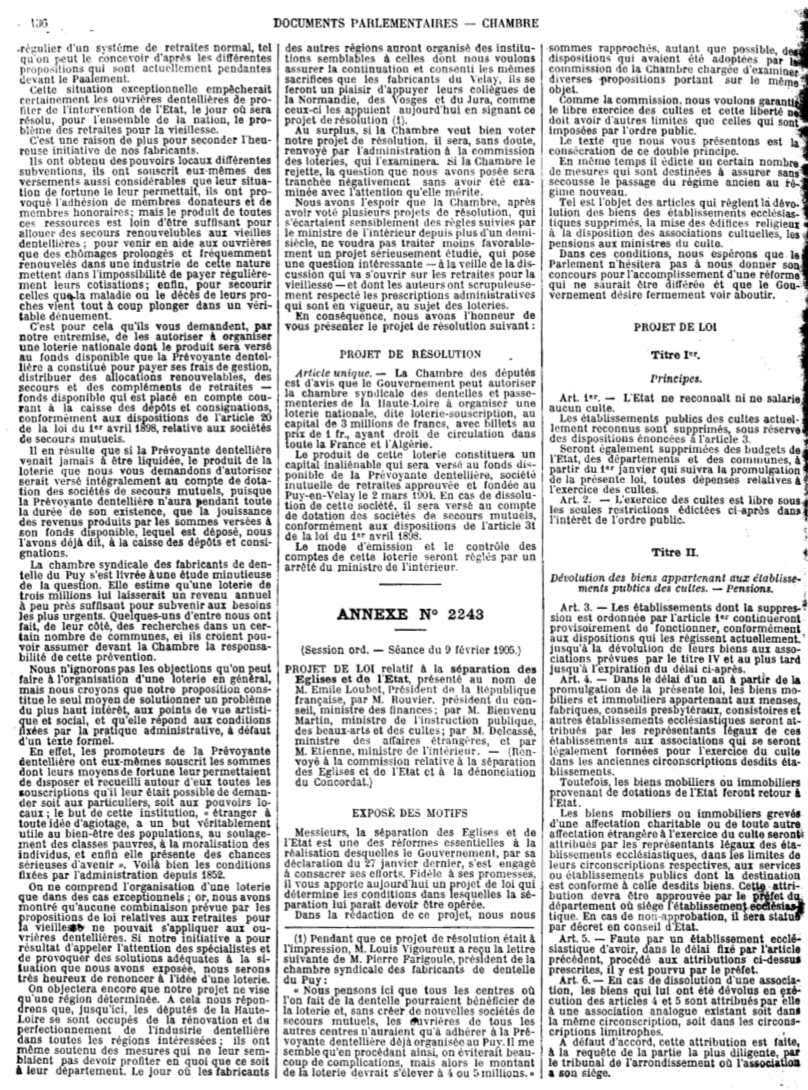
1905년 프랑스 국민의회에 제출된 법안의 첫 페이지

### 제1장: 원칙
- 제1조는 법의 목적을 "양심의 자유"를 보장하고 "공공 질서의 이익을 위해 이하에 제정된 조건 하에 종교 행사의 자유"를 보장하는 것으로 설명했다.[25]
- 제2조는 "공화국은 어떠한 종교 교파도 인정하거나, 비용을 지불하거나, 보조금을 지급하지 않는다. 따라서 이 법의 제정 이후 1월 1일부터 국가 예산, 부서 및 지방 자치 단체에서 종교 행사에 관련된 모든 비용은 제거될 것이다"라고 명시했다.[25] "학교, 대학, 병원, 요양원, 교도소"와 관련하여 "공공 기관에서 종교의 자유로운 행사를 보장하기 위한" 예외가 열거되어 있다.[25]

### 제2장: 재산 할당, 연금
- 제3조는 이전에 정부가 지원하던 모든 예배당에 대해 재산 목록을 작성하도록 요구했다.[25]
- 제4조는 모든 "재산, 공장, 사제회, 목사관 및 기타 공공 예배 기관의 동산 및 부동산"이 제19조에 따른 법적 단체 설립 규칙을 준수해야 하는 1년 기간을 설정했다.[25]
- 제5조는 재산 목록에서 발견된 "독일 10년 법률 이후 설립된 경건한 재단에 속하지 않는" 모든 재산을 정부에 양도했다.[25]
- 제6조는 이전에 국가가 지원하던 종교 단체에 대한 모든 대출금이 여전히 상환되어야 한다고 요구했다.[25]
- 제7조는 종교 단체의 재산 평가 권한을 재산이 위치한 부서를 관장하는 도지사에게 부여했다.[25]
- 제8조는 위 조항들을 준수하지 않을 경우의 결과를 명시했다.[25]
- 제9조 (2015년 개정)는 종교 기관이 요구하지 않는 재산을 자선 단체 및 지역 자치 단체에 배분하는 방법을 자세히 설명했다.[25]
- 제10조 (2015년 개정)는 모기지 및 재산 이전의 과세에 관한 규정을 마련했다.[25]
- 제11조 (2011년 폐지)는 특정 성직자 및 종교 기관 직원에 대한 연금을 설정했다.[25]

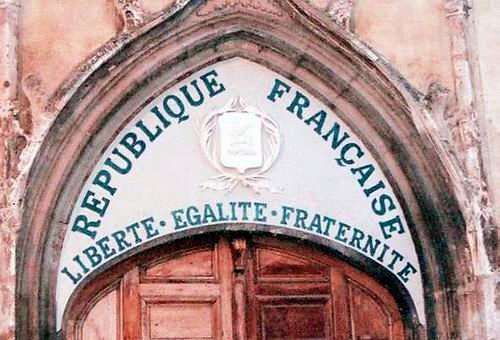
공화국의 표어 "자유, 평등, 박애"가 1905년 이 교회에 걸려(정교분리법에 따라) 국가 소유임을 나타냈다.

### 제3장: 예배당 건물
- 제12조 (1998년 개정)는 국가가 종교 단체에 제공한 모든 건물을 다음 조항에 따라 국가의 소유로 선언했다.[25]
- 제13조 (2015년 개정)는 "공공 예배에 사용되는 건물과 그 안에 비치된 동산은 공공 예배 기관에 무상으로 제공될 것"이라고 명시하고, 논란이 있는 소유권이 결정되는 방법과 종교 단체가 포기한 재산 및 비품의 회수 절차를 자세히 설명했다.[25]
- 제14조는 "대교구, 주교관, 교구 사제관 및 그 부속 건물, 주요 신학교 및 개신교 신학부"에 대해 제13조와 동일한 규정을 제공했다.[25]
- 제15조는 "사보이, 오트 사보이, 알프 마리팀 부서"에서는 "예배 또는 성직자 숙소로 사용되는 건물"이 제12조에 따라 "마을이 위치한 지역의 마을에 할당될 수 있으며", "묘지는 마을의 소유로 남는다"고 명시했다.[25]
- 제16조는 "공공 종교 예배 건물(대성당, 교회, 예배당, 사원, 회당, 대주교관, 주교관, 사제관, 신학교)에 대한 특별 분류를 만들었으며, 여기에는 전체 또는 부분적으로 예술적 또는 역사적 가치를 대표하는 모든 건물이 포함될 것"이라고 명시했다.[25]
- 제17조는 해당 조항에 해당하는 모든 건물을 다음 순서로 제공해야 한다고 요구했다: "1 종교 단체; 2 코뮌; 3 부서; 4 박물관 및 예술 및 고고학 협회; 5 국가."[25]

### 제4장: 종교 행사를 위한 단체
- 제18조는 1901년 7월 1일 법률 제1장 제5조 및 그 이하 조항과 일치하게 형성된 종교 단체는 "이 법의 요구 사항에 추가로 적용된다"고 선언했다.[25]
- 제19조 (2009년 및 2011년 개정)는 이 법이 적용되는 단체의 유형과 규모를 자세히 설명했다.[25]
- 제20조는 "1901년 8월 16일 법령 제7조"를 준수하는 단체가 연합을 형성할 수 있도록 허용했다.[25]
- 제21조 (2015년 개정)는 단체 및 연합의 재산 목록 보고 및 감사를 요구했다.[25]
- 제22조 (2015년 개정)는 예비 자금을 "예배 비용 및 유지 보수"로 제한했다.[25]
- 제23조 (2015년 개정)는 불이행 시의 결과를 명시했다.[25]
- 제24조는 종교 목적으로 사용되는 건물을 특정 재산세에서 면제했다.[25]

### 제5장: 종교 단체 규제
- 제25조는 모든 예배를 대중에게 공개한다고 선언했다.[25]
- 제26조는 "일반적으로 예배에 사용되는 건물에서 정치적 회의"를 금지했다.[25]
- 제27조 (1996년 개정)는 종 소리를 규제했다.[25]
- 제28조는 "예배에 사용되는 건물, 묘지의 매장지, 기념물 및 박물관 또는 전시회를 제외하고 공공 기념물 또는 어떤 종류의 공공 장소에도 종교적 상징물"을 금지했다.[25]
- 제29조는 성직자와 회중 모두 이러한 규정을 준수할 책임이 있다고 규정했다.[25]
- 제30조 (2000년 폐지)는 6세에서 13세 사이의 학생들에게 국가 학교에서 종교 교육을 금지했다.[25]
- 제31조는 "개인에 대한 폭행, 폭력 또는 위협으로 또는 직업 상실 또는 자신, 가족 또는 재산에 대한 피해를 두려워하게 함으로써" 다른 사람이 종교 단체를 실천하거나 기여하는 것을 방해하는 모든 사람에게 형사 처벌을 규정했다. 다른 사람에게 종교 단체에 참여하거나 기여하도록 강요하는 모든 사람에게도 동일하게 적용된다.[25]
- 제32조는 "예배 행사를 방해하거나 지연시키거나 중단시킨 사람"에 대한 처벌을 명시했다.[25]
- 제33조는 제31조 및 제32조가 "형법 조항에 따른 더 엄중한 처벌"에 해당하지 않는 상황에만 적용된다고 명시했다.[25]
- 제34조는 성직자가 예배 장소에서 행한 명예훼손 및 비방 발언에 대해 책임이 있다고 규정했다. (이 조항은 2000년에 개정되었다.)[25]
- 제35조는 성직자가 예배 장소에서 선동적인 발언을 한 경우 형사 처벌을 규정했다.[25]
- 제36조는 제25, 26, 34, 35조에 따른 유죄 판결에 관련된 단체에 대해 민사상 손해 배상 책임을 규정했다.[25]

### 제6장: 일반 조항
- 제37조는 "형법 제463조와 1891년 3월 26일 법률"의 이 법에 대한 적용 가능성과 관련이 있었다.[25]
- 제38조 "종교 집단은 1901년 7월 1일, 1902년 12월 4일, 1904년 7월 7일 법률의 적용을 받는다."[25]
- 제39조는 "1889년 7월 15일 법률 제23조"에 의해 부여된 특정 신학생에 대한 혜택을 그들이 성직자직을 받을 때까지 유보시켰다.[25]
- 제40조는 종교 성직자가 이 법이 비준된 후 8년 동안 지방 공직에 선출될 자격을 박탈했다.[25]
- 제41조는 이전에 교회를 지원하기 위해 예산으로 책정된 자금을 지방 자치 단체에 배분했다. (폐지)[25][26]
- 제42조는 법정 공휴일을 유지했다. (폐지)[25][26]
- 제43조 (2007년 개정)는 시행 조치가 결정될 3개월의 기한을 설정했다.[25]
- 제44조는 이 법과 함께 효력을 유지할 이전 법률들을 명시했다.[25]

## 영향
1905년 법은 프랑스 정부와 그 정치적 하위 부서의 종교 단체에 대한 자금 지원을 종식시켰다. (국가는 이전에 나폴레옹의 1801년 협약에서 혁명으로 인한 교회 재산 몰수에 대한 보상으로 그러한 자금 지원에 동의했었다.) 동시에, 이 법은 모든 종교 건물이 국가 및 지방 정부의 재산이며 교회에 무료로 제공된다고 선언했다. 이 법의 다른 조항들은 공공 건물에 종교적 상징물을 부착하는 것을 금지하고, 공화국은 더 이상 프랑스 대주교나 주교를 임명하지 않는다고 규정했다.
세속화는 교회 음악에 지대한 영향을 미쳤다. 정부 지원금은 전문 음악가들에게 꾸준한 수입원을 제공하고 크고 복잡한 오르간을 설치하는 데 사용되었다. 하룻밤 사이에 많은 합창단이 해체되었고 오르간 연주자들은 가르치면서 부수입을 벌어야 했다. 이 시기 작곡에서는 성스러운 음악의 복잡성에서 심각한 단절이 발견된다. 19세기 교회 음악의 대부분은 더 이상 이용할 수 없는 전문적인 인력을 필요로 했기 때문에, 그 중 많은 부분이 잊혔다.
알자스-로렌은 여전히 네 가지 종교를 인정하지만 세속주의는 인정하지 않는 1801년 협약의 지배를 받는다. 1905년 법률이 프랑스 다른 지역에서 협약을 대체했을 때, 알자스-로렌은 독일 제국의 일부였다. 따라서 1905년 법은 그곳에 적용된 적이 없다. 마찬가지로, 1905년에 식민지였던 프랑스령 기아나의 해외 주에도 이 법은 적용된 적이 없다.

### 가톨릭 교회의 반응
교황 비오 10세는 1906년 2월 회칙 Vehementer Nos에서 이 법을 1801년 협약의 일방적인 파기로 비난했으며, 나중에 1906년 8월 회칙 Gravissimo officii munere에서 다시 "악랄한 법"이라고 비난하며 프랑스 가톨릭 신자들에게 "조국의 종교를 수호하라"고 촉구했다. 세 번째 비난은 1907년 1월 회칙 Une fois encore를 통해 나왔다. 1908년, 내사원은 이 법에 찬성표를 던진 모든 하원의원과 상원의원이 자동 파문되었다고 판결했다.
비록 1905년 프랑스 교회와 국가 분리법이 처음에는 프랑스 가톨릭 교회에 특히 "고통스럽고 충격적인 사건"이었지만, 프랑스 정부는 1920년대에 프랑스 내 조직화된 종교의 사회적 영향을 인정하고 새로운 법률과 조직화된 종교에 유리한 법원 판결을 통해 법 자체를 개정함으로써 가톨릭 교회와의 화해를 위한 진지한 노력을 시작했다. 1921년, 가톨릭 교회와 프랑스 정부는 조화로운 일상 업무 관계를 구축하기 위해 민법과 교회법 모두에 대한 "법의 평화"를 위한 일련의 협상을 시작했다. 이러한 협상은 1926년 아리스티드 브리앙이 성좌와 브리앙-체레티 협정을 협상하여 국가가 교구 주교 선택 과정에서 역할을 되찾으면서 절정에 달했다.

## 정치

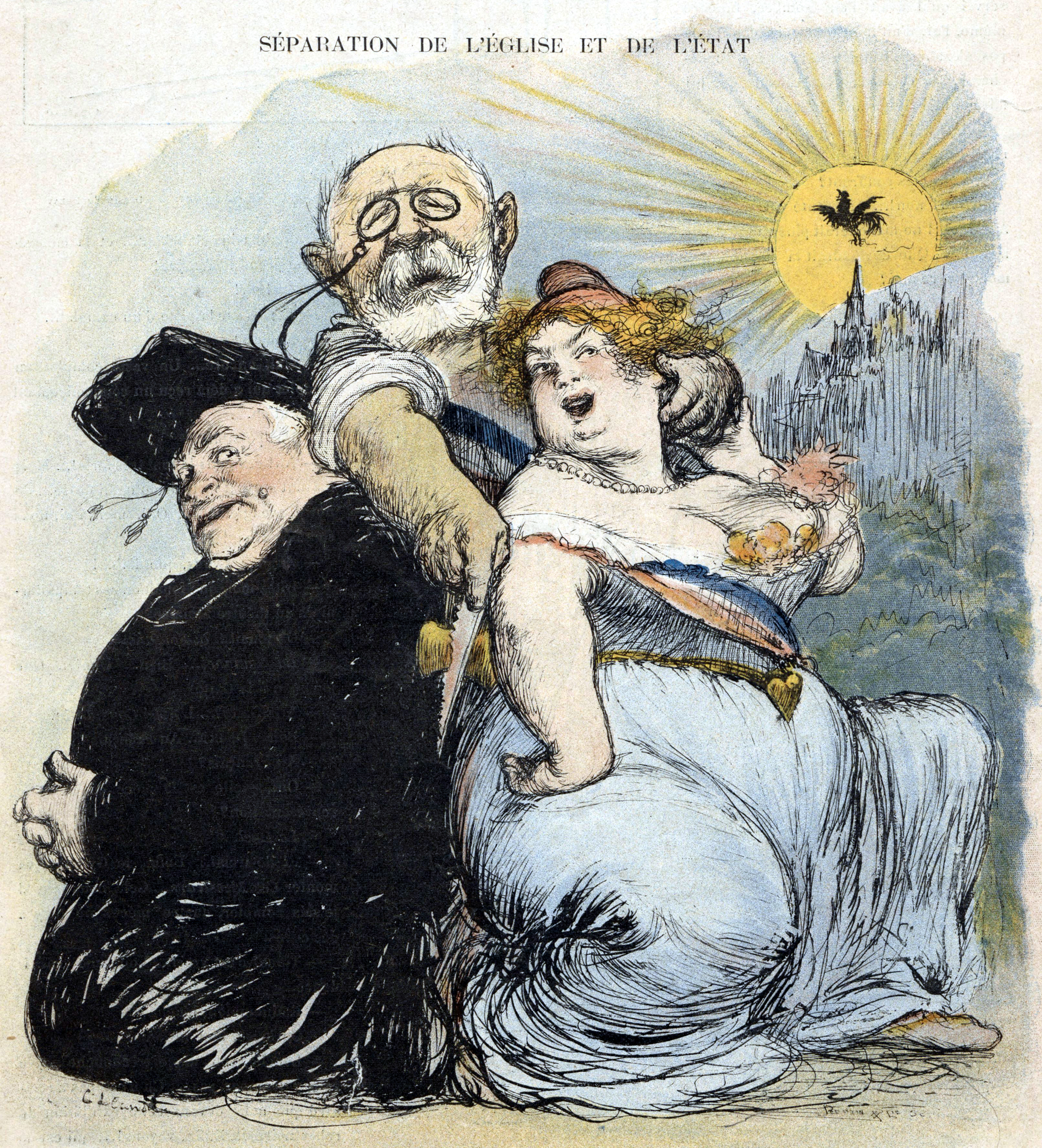
장바티스트 비앙브뉘 마르탱 공교육부 장관이 정교분리를 강제하는 풍자화

이 법의 제정을 주도한 인물들은 아리스티드 브리앙, 에밀 콩브, 장 조레스 그리고 프랜시스 드 프레상세였다.
1905년 프랑스 교회와 국가 분리법은 대성당은 국가 소유로, 작은 교회는 지방 자치 정부 소유로 남는다고 선언했다. 이러한 공공 당국은 건물을 직접 교회 계층의 감독 하에 두는 대신, 평신도로 구성된 협회를 대표하는 종교 단체(문화 단체)에 건물을 넘겨야 했다.
1905년 프랑스 교회와 국가 분리법에 따라 설립된 이러한 평신도 단체는 이전에 프랑스에서 조직된 종교 단체(교회와 성스러운 건물, 교회 재산, 동산 및 부동산, 주교 및 사제의 거주지, 신학교)가 소유했던 돈과 재산에 관련된 모든 문제에서 법적으로 권리와 책임을 지는 독립적인 법인이었다. 이러한 평신도 단체는 또한 법에 의해 교회 재산 관리인으로서 행동하고, 종교 예배를 위한 구호금 및 유산을 규제하고 징수할 권한을 부여받았다. 가톨릭 자비로 가톨릭 학교 유지 및 종교와 관련된 다양한 자선 단체의 운영을 위해 제공된 자원 또한 평신도 단체로 이전되었다.
이 법의 시행은 당시 프랑스 정치 좌파에 만연했던 반교권주의 때문에 논란이 많았다. 이 법은 교황 레오 13세의 1892년 회칙 Inter innumeras sollicitudines(근심의 한가운데)과 1890년 카르디날 라비제리의 공화국 지지 건배에 힘입어 최근 공화국 지지로 결집하기 시작했던 많은 가톨릭 신자들을 분노하게 했다. 그러나 라이시테 개념은 정부가 이전의 가톨릭과의 연계를 완전히 끊었으므로 프랑스 시민, 특히 문화 문제에서 국가의 간섭으로부터 더 큰 자유를 찾은 가톨릭 교회 구성원들 사이에서 점진적으로 거의 보편적으로 받아들여졌다. 아페르 데 피슈는 콩브 정부가 프리메이슨 조직과 협력하여 독실한 가톨릭 신자들이 진급하지 못하도록 모든 장교를 비밀리에 감시했다는 사실이 밝혀진 후 상당한 반발을 불러일으켰다.
최근 일부 프랑스 정치인과 지역사회는 이 법이 국가 세속주의에 대한 명시적인 입장을 표명했음에도 불구하고, 사실상 전통적인 프랑스 종교, 특히 로마 가톨릭교회를 최근에 확립된 종교, 예를 들어 이슬람에 비해 우대한다고 주장하며 이 법에 의문을 제기했다. 실제로 프랑스의 대부분의 가톨릭 교회는 1905년 프랑스 교회와 국가 분리법 제정 훨씬 이전에 지어졌으므로, 비록 항상 교회에서 원하는 시기와 범위는 아닐지라도 전액 공공 비용으로 유지되고 있다. 역사적으로 예외적인 알자스-로렌을 제외하고, 이슬람교 및 프랑스에 최근 이식된 다른 종교의 신자들은 종교 시설을 자체 비용으로 건설하고 유지해야 한다. 이것은 니콜라 사르코지가 내무부 장관 시절 가톨릭, 개신교, 유대교 이외의 문화 센터에 대한 자금 지원을 옹호하는 데 사용했던 논란이 많은 주장 중 하나였다. 2016년, 올랑드 대통령은 모스크에 대한 외국 자금 지원을 일시적으로 금지하는 것을 제안했으며 "급진 이슬람 이데올로기를 설교"하는 것으로 밝혀진 최소 20개의 모스크를 폐쇄했다. 이러한 조치는 법 제5장 제26, 29, 35조와 일치한다.

## 같이 보기
- 아페르 데 피슈
- 프랑스의 로마 가톨릭교회
- 1801년 협약
- 제1차 교과서 전쟁
- 종교 집단 예방 및 억압을 위한 프랑스 입법
- 1905년 12월 9일 교회와 국가 분리에 관한 법률 from 위키문헌 (프랑스어)
- 프랑스 학교 전쟁
- 국가 세속주의

## 더 읽어보기
- Akan, Murat. The Politics of Secularism: Religion, Diversity, and Institutional Change in France and Turkey (Columbia University Press, 2017).
- Mayeur, Jean-Marie Mayeur and Madeleine Rebérioux. The Third Republic from its Origins to the Great War, 1871 - 1914 (1984) pp 227–44
- Phillips, C.S. The Church in France, 1848-1907 (1936)
- Sabatier, Paul. Disestablishment in France (1906) online